# St. Margaretha (Schwifting)

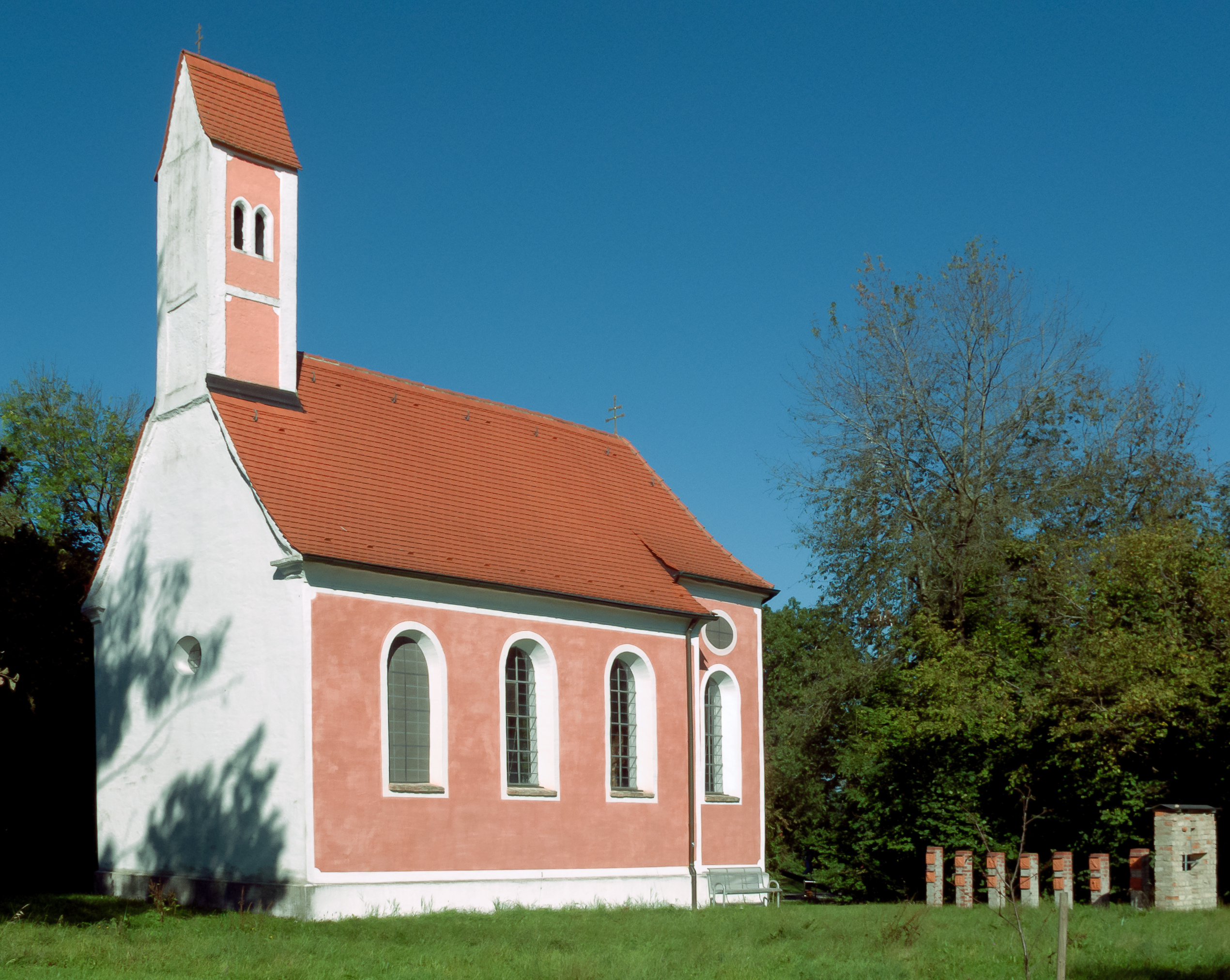
St. Margaretha in Schwifting

Die römisch-katholische Kapelle St. Margaretha steht in Schwifting,  einer Gemeinde im oberbayerischen Landkreis Landsberg am Lech. Sie ist in der Liste der Baudenkmäler in Schwifting als Baudenkmal unter der Nr. D-1-81-140-2 eingetragen. Die Kirche gehört zum Dekanat Landsberg des Bistums Augsburg.

## Beschreibung
Die Kapelle ist eine  Saalkirche, die 1719 über den Grundmauern des spätromanischen Vorgängerbaus errichtet wurde. Sie besteht aus dem Langhaus, dem eingezogenen, dreiseitig geschlossenen Chor im Osten und einem quadratischen Dachreiter, der sich im Westen über dem Satteldach des Langhauses erhebt. Er enthält den Glockenstuhl und ist mit einem Satteldach bedeckt. 
Zentrales Bild des Hochaltarretabels ist ein 1722 von Matthias Pussjäger geschaffenes Ölgemälde. Es zeigt das Martyrium der Schutzpatronin der Kapelle, der heiligen Margareta von Antiochia.